# داسم (شيطان)
داسم هو أحد أبناء إبليس الخمسة، وهو شيطان مرتبط بقضية الكراهية بين الإنسان ومكلف بإحداث المشاكل بين الزوجين؛ وهو المكلف بالبيوت، فالمرء الذي يدخل بيته ولم يسلم دخل داسم معه، وإذا أكل أكل معه، ويريه من متاع البيت ما لا يحصى موضعه. ويدخل مع الرجل إلى أهله يرميهم بالعيب عنده ويغضبه عليهم.ويقال إن له أربعة إخوة: أعور، وزلنبور، ومِسْوَط، وثَبر.وكل واحد منهم مرتبط بوظيفة نفسية شريرة أخرى يحاولون تحفيزها من أجل منع التطور الروحي للإنسان.